# Javier Pelayo
Javier Pelayo González (Cuenca, 2 de diciembre de 1970) es un cantautor español.

## Trayectoria artística
Javier Pelayo compagina su trabajo como docente con su gran pasión, la música y la poesía. En 2011 publicó el poemario Catálogo de ausencias (2011), aunque a partir de 2008 su gran interés pasó a ser la composición musical autodidacta en unión a la poesía. Formó parte de diversos conjuntos hasta que en 2003 se unió al grupo Trabarte con un repertorio de canciones de Joan Manuel Serrat o de Joaquín Sabina, posteriormente empezó a componer sus propios temas con una andadura como solista desde 2010, publicando su primer disco en 2012 bajo el título de Equidistancias, compuesto por letras propias y poemas musicados de poetas universales como Miguel Hernández, Antonio Machado y Mario Benedetti, y locales, como Diego Jesús Jiménez o Enrique Domínguez Millán.
En 2016 publicó el disco Hormigas y cigarras que contó con diecisiete temas, entre ellos una colaboración con Rosa León. El tercer disco de cinco temas: La fábrica del templo, está basado en la experiencia creativa de su amigo Jesús Mateo, que entre 1995 y 2002 pintó la iglesia de San Juan Bautista en Alarcón, Cuenca; Pelayo conoció los murales y se impregnó de las historias que le sucedieron al autor mientras los pintaba, un himno a la imaginación. En las sesiones de grabación del disco participaron Javier Bergia, Luis Pastor, María José Hernández y Begoña Olavide con la producción de Fredi Marugán. En 2019 canta a Antonio Machado en un recital que conmemoraba el 80 aniversario de su muerte. En 2022 llega con el disco Conversaciones consonantes, un libro disco en el que dialoga con diversos poetas. 
En 2024 presenta su disco Del alma y la sed, quince temas en esta ocasión compuestos por ritmos latinos como boleros, chacareras o rancheras, con letras cargadas de un gran lirismo.

## Discografía
- Equidistancias (2012)
- Villancico del Niño Emigrante (2013). Single Villancico solidario.
- Hormigas y cigarras (2016)
- La fábrica del templo (2018) EP
- Conversaciones consonantes (2022)
- Del alma y la sed (2024)